# Dylan Ferguson
Dylan Ferguson, född 20 september 1998, är en kanadensisk professionell ishockeymålvakt som är kontrakterad till Ottawa Senators i National Hockey League (NHL) och spelar för Belleville Senators i American Hockey League (AHL).
Han har tidigare spelat för Vegas Golden Knights i NHL; Chicago Wolves, Henderson Silver Knights och Toronto Marlies i AHL; Fort Wayne Komets i ECHL samt Kamloops Blazers i Western Hockey League (WHL).
Ferguson draftades i sjunde rundan i 2017 års draft av Dallas Stars som 194:e spelare totalt.